# Maggs Island
Maggs Island ist eine Insel vor der Mawson-Küste des ostantarktischen Mac-Robertson-Lands. Sie ist eine der größeren Inseln der Rookery Islands in der Holme Bay und liegt etwa 3,5 km vom Festland entfernt.
Namensgeber ist Thomas Maggs, der von 1979 bis 2012 im australischen Antarktisprogramm als Stations- und Kampagnenleiter tätig war.